# Кубок Англії з футболу 1897—1898
Кубок Англії з футболу 1897—1898 — 27-й розіграш найстарішого футбольного турніру у світі, Кубка виклику Футбольної Асоціації, також відомого як Кубок Англії. Вперше титул здобув Ноттінгем Форест.

## Перший раунд
| Дата                  | Господарі            | Рахунок | Гості                   |
| --------------------- | -------------------- | ------- | ----------------------- |
| 29 січня              | Бернлі               | 3:1     | Вулвіч Арсенал          |
| 29 січня              | Бері                 | 1:2     | Сток                    |
| 29 січня              | Ліверпуль            | 2:0     | Гакнелл Сент-Джонс      |
| 29 січня              | Престон Норт-Енд     | 1:2     | Ньюкасл Юнайтед         |
| 29 січня              | Саутгемптон          | 2:1     | Лестер Фосс             |
| 29 січня              | Ноттс Каунті         | 0:1     | Вулвергемптон Вондерерз |
| 29 січня              | Ноттінгем Форест     | 4:0     | Грімсбі Таун            |
| 29 січня              | Лонг Ітон Рейнджерс  | 0:1     | Гейнсборо Триніті       |
| 29 січня              | Вест-Бромвіч Альбіон | 2:0     | Нью-Брайтон Тауер       |
| 29 січня              | Сандерленд           | 0:1     | Венсдей                 |
| 29 січня              | Дербі Каунті         | 1:0     | Астон Вілла             |
| 29 січня              | Лутон Таун           | 0:1     | Болтон Вондерерз        |
| 29 січня              | Евертон              | 1:0     | Блекберн Роверз         |
| 29 січня              | Ньютон-Гіт           | 1:0     | Волсолл                 |
| 29 січня              | Шеффілд Юнайтед      | 1:1     | Барслем Порт Вейл       |
| 2 лютого Перегравання | Барслем Порт Вейл    | 2:1     | Шеффілд Юнайтед         |
| 29 січня              | Манчестер Сіті       | 1:0     | Віган Каунті            |

## Другий раунд
До другого раунду увійшли переможці першого раунду.
| Дата                   | Господарі               | Рахунок | Гості             |
| ---------------------- | ----------------------- | ------- | ----------------- |
| 12 лютого              | Бернлі                  | 3:1     | Барслем Порт Вейл |
| 12 лютого              | Саутгемптон             | 2:1     | Ньюкасл Юнайтед   |
| 12 лютого              | Вулвергемптон Вондерерз | 0:1     | Дербі Каунті      |
| 12 лютого              | Ноттінгем Форест        | 4:0     | Гейнсборо Триніті |
| 12 лютого              | Вест-Бромвіч Альбіон    | 1:0     | Венсдей           |
| 12 лютого              | Сток                    | 0:0     | Евертон           |
| 17 лютого Перегравання | Евертон                 | 5:1     | Сток              |
| 12 лютого              | Ньютон-Гіт              | 0:0     | Ліверпуль         |
| 16 лютого Перегравання | Ліверпуль               | 2:1     | Ньютон-Гіт        |
| 12 лютого              | Болтон Вондерерз        | 1:0     | Манчестер Сіті    |

## Третій раунд
До третього раунду увійшли переможці другого раунду. 
| Дата                   | Господарі            | Рахунок | Гості            |
| ---------------------- | -------------------- | ------- | ---------------- |
| 26 лютого              | Бернлі               | 1:3     | Евертон          |
| 26 лютого              | Вест-Бромвіч Альбіон | 2:3     | Ноттінгем Форест |
| 26 лютого              | Болтон Вондерерз     | 0:0     | Саутгемптон      |
| 2 березня Перегравання | Саутгемптон          | 4:0     | Болтон Вондерерз |
| 26 лютого              | Дербі Каунті         | 1:1     | Ліверпуль        |
| 2 березня Перегравання | Ліверпуль            | 1:5     | Дербі Каунті     |

## Півфінали
У півфіналах зіграли команди, що перемогли на попередньому етапі.
| Дата                    | Господарі        | Рахунок | Гості       |
| ----------------------- | ---------------- | ------- | ----------- |
| 19 березня              | Дербі Каунті     | 3:1     | Евертон     |
| 19 березня              | Ноттінгем Форест | 1:1     | Саутгемптон |
| 24 березня Перегравання | Ноттінгем Форест | 2:0     | Саутгемптон |

## Фінал
| 16 квітня 1898 |

| Ноттінгем Форест             | 3:1      | Дербі Каунті |
| ---------------------------- | -------- | ------------ |
| Кейпс 19', 42' Макферсон 88' | Протокол | Блумер 31'   |

| Крістал Пелес, Лондон Глядачів: 62 017 Арбітр: Дж.Льюїс |